# Nikola Radović
Nikola Radović (Podgorica, 20 de outubro de 1933 - 28 de janeiro de 1991) é um ex-futebolista montenegrino, medalhista olímpico. 

## Carreira
Nikola Radović fez parte do elenco medalha de prata, nos Jogos Olímpicos de 1956.

## Ligações Externas
- Perfil em Fifa.com